# تنگری (مجارستان)
تنگری (به مجاری:  Tengeri) یک شهرداری در مجارستان است که در ناحیه پچ واقع شده‌است. تنگری ۴٫۴۶ کیلومتر مربع مساحت و ۶۲ نفر جمعیت دارد.